# Gromada Jaworze
Die Gromada Jaworze war eine Verwaltungseinheit in der Volksrepublik Polen zwischen 1954 und 1972. Verwaltet wurde die als Gromada bezeichnete Einheit der dörflichen Selbstverwaltung vom Gromadzka Rada Narodowa, dessen Sitz in Jaworze befand und aus 27 Mitgliedern bestand.
Die Gromada Jaworze gehörte zum Powiat Bielski in der Woiwodschaft Katowice (damals Stalinogród) sie bestand aus dem Dorf Jaworze, das zuvor bereits eine Gromada war (mit Ausnahme der Siedlung Jaworze Średnie das Teil der Gromada Wapienica war) und Teilen des Dorfes Jasienica, der aufgelösten Gmina Jaworze. 
Mit der Gebietsreform zum 1. Januar 1973 wurde die Gromada Jaworze aufgelöst und Jaworze wurde Teil der Gmina Jasienica erst 1991 wurde Jaworze wieder Sitz einer Gemeinde.